# Gravesham
Gravesham este un district ne-metropolitan situat în Regatul Unit, în comitatul Kent din regiunea South East, Anglia.

## Orașe din cadrul districtului
- Gravesend